# Santeramo Sport 2005-2006
Questa voce raccoglie le informazioni riguardanti il Santeramo Sport nelle competizioni ufficiali della stagione 2005-2006.

## Stagione
La stagione 2005-06 è per il Santeramo Sport, sponsorizzata dall'Alfieri, la seconda partecipazione consecutiva alla Serie A1; in panchina viene chiamato Lorenzo Micelli, mentre la rosa viene completamente stravolta rispetto alla stagione precedente, con sole due conferme, ossia quelle di Monica Marulli, che riveste i gradi di capitano e Immacolata Sirressi. Tra i nuovi arrivi spiccano quelli di Kateřina Bucková, Carmen Țurlea, Pia Larsen e a campionato in corso di Kimberly Glass.
Il campionato inizia con sei sconfitte consecutive: la prima vittoria arriva alla settima giornata, al tie-break, contro l'Airone; dopo altre due gare perse, il Santeramo Sport chiude il girone di andata con due successi e il decimo posto in classifica. Anche il girone di ritorno si apre con quattro stop consecutivi, tuttavia il prosieguo dell'annata regala qualche soddisfazione in più, soprattutto verso il termine della stagione, quando nelle ultime cinque gare la squadra pugliese coglie quattro vittorie, chiudendo la regular season all'ottavo posto, qualificandosi per i play-off scudetto: nei quarti di finale incontra il Robursport Volley Pesaro e nonostante riesca a vincere gara 2, le marchigiane si impongono vincendo le altre due gare e guadagnandosi il passaggio del turno.
L'uscita ai quarti di finale dei play-off scudetto permette al club di partecipare alla Coppa di Lega: nella fase a gironi vince contro il Volley Club Padova, ma perde contro la Pallavolo Sirio Perugia, arrivando al secondo posto nel proprio girone e non qualificandosi per la finale.
Tutte le squadre partecipanti alla Serie A1 2005-06 sono automaticamente qualificate alla Coppa Italia: l'avventura del Santeramo Sport dura solo negli ottavi di finale, venendo immediatamente eliminata dal Vicenza Volley, che si aggiudica sia la gara di andata sia quella di ritorno.

## Organigramma societario
Area direttiva
- Presidente: Franco Carona

Area tecnica
- Allenatore: Lorenzo Micelli
- Allenatore in seconda: Davide Mazzanti
- Scout man: Francesco Sirressi

Area sanitaria
- Medico: Michele Cardinale, Michele Pugliese
- Preparatore atletico: Matteo Bertini
- Fisioterapista: Filippo Paradiso

## Rosa
| N° | Nome                | Ruolo | Data di nascita   | Nazionalità sportiva |
| -- | ------------------- | ----- | ----------------- | -------------------- |
| 2  | Dana Burkholder     | P     | 21 giugno 1980    | Stati Uniti          |
| 3  | Kateřina Bucková    | C     | 28 aprile 1978    | Rep. Ceca            |
| 4  | Kimberly Glass      | S     | 18 agosto 1984    | Stati Uniti          |
| 5  | Pia Larsen          | S     | 30 settembre 1977 | Danimarca            |
| 6  | Carmen Țurlea       | S/O   | 18 novembre 1975  | Romania              |
| 7  | Paola Capuano       | S     | 4 febbraio 1978   | Italia               |
| 8  | Monica Tripiedi     | L     | 1º giugno 1979    | Italia               |
| 9  | Malin Ericsson      | P     | 12 ottobre 1974   | Svezia               |
| 13 | Immacolata Sirressi | L     | 19 maggio 1990    | Italia               |
| 14 | Alica Székelyová    | P     | 5 gennaio 1981    | Slovacchia           |
| 15 | Daniela Nardini     | C     | 18 dicembre 1982  | Italia               |
| 16 | Marianna Masoni     | S     | 25 marzo 1986     | Italia               |
| 17 | Monica Marulli      | C     | 3 ottobre 1975    | Italia               |

## Mercato
| Acquisti | Acquisti         | Acquisti           | Acquisti   |
| R.       | Nome             | da                 | Modalità   |
| -------- | ---------------- | ------------------ | ---------- |
| C        | Kateřina Bucková | RC Cannes          | definitivo |
| P        | Dana Burkholder  | ?                  | definitivo |
| S        | Paola Capuano    | Altamura           | definitivo |
| P        | Malin Ericsson   | Köniz              | definitivo |
| S        | Kimberly Glass   | Arizona            | definitivo |
| S        | Pia Larsen       | ?                  | definitivo |
| S        | Marianna Masoni  | Forlì              | definitivo |
| C        | Daniela Nardini  | Sassuolo           | definitivo |
| P        | Alica Székelyová | Airone             | definitivo |
| L        | Monica Tripiedi  | Sassuolo           | definitivo |
| S/O      | Carmen Țurlea    | Giannino Pieralisi | definitivo |

| Cessioni | Cessioni            | Cessioni            | Cessioni   |
| R.       | Nome                | a                   | Modalità   |
| -------- | ------------------- | ------------------- | ---------- |
| C        | Heather Bown        | Airone              | definitivo |
| S        | Barbara Beconi      | Robur Tiboni Urbino | definitivo |
| P        | Dana Burkholder     | ?                   | definitivo |
| P        | Jettie Fokkens      | Villanterio         | definitivo |
| L        | Sara Gaggiotti      | Sacrata             | definitivo |
| P        | Biljana Gligorović  | Club Padova         | definitivo |
| C        | Samantha Grando     | Sassuolo            | definitivo |
| S        | Lily Kahumoku       | Robur Tiboni Urbino | definitivo |
| S        | Małgorzata Niemczyk | Tulica              | definitivo |
| S        | Sandra Wiegers      | ?                   | definitivo |

## Risultati

### Serie A1

#### Girone di andata
| 1ª giornata - 8 ottobre 2005 PalaTriccoli, Jesi               | Giannino Pieralisi | 3 - 0 | Santeramo         | 25-21, 25-18, 25-21               |
| 2ª giornata - 12 ottobre 2005 PalaCooper, Santeramo in Colle  | Santeramo          | 0 - 3 | Sirio Perugia     | 17-25, 17-25, 19-25               |
| 3ª giornata - 16 ottobre 2005 PalaDalLago, Novara             | Asystel            | 3 - 0 | Santeramo         | 25-14, 25-22, 25-23               |
| 4ª giornata - 30 ottobre 2005 PalaCooper, Santeramo in Colle  | Santeramo          | 1 - 3 | Vicenza           | 20-25, 14-25, 25-15, 15-25        |
| 5ª giornata - 6 novembre 2005 PalaGalassi, Forlì              | Forlì              | 3 - 0 | Santeramo         | 33-31, 25-16, 25-22               |
| 6ª giornata - 27 novembre 2005 PalaNorda, Bergamo             | Bergamo            | 3 - 1 | Santeramo         | 25-13, 25-16, 21-25, 25-11        |
| 7ª giornata - 3 dicembre 2005 PalaCooper, Santeramo in Colle  | Santeramo          | 3 - 2 | Airone            | 22-25, 15-25, 25-21, 25-12, 15-11 |
| 8ª giornata - 11 dicembre 2005 PalaMaddalene, Chieri          | Chieri             | 3 - 1 | Santeramo         | 21-25, 28-26, 25-21, 25-17        |
| 9ª giornata - 18 dicembre 2005 PalaCooper, Santeramo in Colle | Santeramo          | 1 - 3 | Robursport Pesaro | 18-25, 25-22, 23-25, 23-25        |
| 10ª giornata - 8 gennaio 2006 PalaCooper, Santeramo in Colle  | Santeramo          | 3 - 1 | Arzano            | 25-19, 23-25, 25-21, 25-23        |
| 11ª giornata - 15 gennaio 2006 PalaArcella, Padova            | Club Padova        | 1 - 3 | Santeramo         | 19-25, 21-25, 25-21, 21-25        |

#### Girone di ritorno
| 12ª giornata - 22 gennaio 2006 PalaCooper, Santeramo in Colle      | Santeramo         | 2 - 3 | Giannino Pieralisi | 25-23, 25-20, 17-25, 25-27, 14-16 |
| 13ª giornata - 25 gennaio 2006 PalaEvangelisti, Perugia            | Sirio Perugia     | 3 - 1 | Santeramo          | 25-19, 25-19, 26-28, 25-22        |
| 14ª giornata - 28 gennaio 2006 PalaCooper, Santeramo in Colle      | Santeramo         | 1 - 3 | Asystel            | 21-25, 26-24, 22-25, 15-25        |
| 15ª giornata - 5 febbraio 2006 Palasport Città di Vicenza, Vicenza | Vicenza           | 3 - 0 | Santeramo          | 25-17, 25-21, 25-18               |
| 16ª giornata - 19 febbraio 2006 PalaCooper, Santeramo in Colle     | Santeramo         | 3 - 1 | Forlì              | 23-25, 25-23, 25-19, 25-23        |
| 17ª giornata - 26 febbraio 2006 PalaCooper, Santeramo in Colle     | Santeramo         | 2 - 3 | Bergamo            | 19-25, 25-17, 10-25, 27-25, 11-15 |
| 18ª giornata - 5 marzo 2006 PalaITC, Tortolì                       | Airone            | 0 - 3 | Santeramo          | 18-25, 24-26, 9-25                |
| 19ª giornata - 11 marzo 2006 PalaCooper, Santeramo in Colle        | Santeramo         | 3 - 2 | Chieri             | 18-25, 25-21, 24-26, 25-21, 15-8  |
| 20ª giornata - 19 marzo 2006 PalaDionigi, Sant'Angelo in Lizzola   | Robursport Pesaro | 3 - 2 | Santeramo          | 25-20, 22-25, 23-25, 25-17, 15-6  |
| 21ª giornata - 26 marzo 2006 PalaCasoria, Casoria                  | Arzano            | 2 - 3 | Santeramo          | 39-41, 25-17, 18-25, 25-21, 14-16 |
| 22ª giornata - 2 aprile 2006 PalaCooper, Santeramo in Colle        | Santeramo         | 3 - 2 | Club Padova        | 22-25, 25-19, 23-25, 28-26, 15-12 |

#### Play-off scudetto
| Quarti di finale (gara 1) - 5 aprile 2006 PalaDionigi, Sant'Angelo in Lizzola  | Robursport Pesaro | 3 - 0 | Santeramo         | 25-18, 25-19, 25-22               |
| Quarti di finale (gara 2) - 9 aprile 2006 PalaCooper, Santeramo in Colle       | Santeramo         | 3 - 2 | Robursport Pesaro | 21-25, 25-22, 22-25, 25-22, 20-18 |
| Quarti di finale (gara 3) - 12 aprile 2006 PalaDionigi, Sant'Angelo in Lizzola | Robursport Pesaro | 3 - 1 | Santeramo         | 25-14, 23-25, 25-11, 25-23        |

### Coppa Italia

#### Fase a eliminazione diretta
| Ottavi di finale (andata) - 1º novembre 2005 PalaCooper, Santeramo in Colle      | Santeramo | 1 - 3 | Vicenza   | 17-25, 25-21, 20-25, 18-25 |
| Ottavi di finale (ritorno) - 9 dicembre 2005 Palasport Città di Vicenza, Vicenza | Vicenza   | 3 - 1 | Santeramo | 25-22, 22-25, 25-20, 25-21 |

### Coppa di Lega

#### Fase a gironi
| 1ª giornata - 19 aprile 2006 PalaCooper, Santeramo in Colle | Santeramo     | 3 - 1 | Club Padova | 25-17, 25-19, 23-25, 25-21        |
| 2ª giornata - 22 aprile 2006 PalaEvangelisti, Perugia       | Sirio Perugia | 3 - 2 | Santeramo   | 25-19, 27-29, 25-17, 17-25, 15-11 |

## Statistiche

### Statistiche di squadra
| Competizione  | Punti | In casa | In casa | In casa | In trasferta | In trasferta | In trasferta | Totale | Totale | Totale |
| Competizione  | Punti | G       | V       | P       | G            | V            | P            | G      | V      | P      |
| ------------- | ----- | ------- | ------- | ------- | ------------ | ------------ | ------------ | ------ | ------ | ------ |
| Serie A1      | 23    | 12      | 6       | 6       | 13           | 3            | 10           | 25     | 9      | 16     |
| Coppa Italia  | -     | 1       | 0       | 1       | 1            | 0            | 1            | 2      | 0      | 2      |
| Coppa di Lega | 3     | 1       | 1       | 0       | 1            | 0            | 1            | 2      | 1      | 1      |
| Totale        | -     | 14      | 7       | 7       | 15           | 3            | 12           | 29     | 10     | 19     |

G = partite giocate; V = partite vinte; P = partite perse

### Statistiche dei giocatori
| Giocatore     | Serie A1 | Serie A1 | Serie A1 | Serie A1 | Serie A1 | Coppa Italia | Coppa Italia | Coppa Italia | Coppa Italia | Coppa Italia | Coppa di Lega | Coppa di Lega | Coppa di Lega | Coppa di Lega | Coppa di Lega | Totale | Totale | Totale | Totale | Totale |
| Giocatore     | P        | PT       | AV       | MV       | BV       | P            | PT           | AV           | MV           | BV           | P             | PT            | AV            | MV            | BV            | P      | PT     | AV     | MV     | BV     |
| ------------- | -------- | -------- | -------- | -------- | -------- | ------------ | ------------ | ------------ | ------------ | ------------ | ------------- | ------------- | ------------- | ------------- | ------------- | ------ | ------ | ------ | ------ | ------ |
| K. Bucková    | 25       | 270      | 178      | 76       | 16       | 2            | 25           | 18           | 4            | 3            | 2             | 16            | 13            | 3             | 0             | 29     | 311    | 209    | 83     | 19     |
| D. Burkholder | 5        | 3        | 3        | 0        | 0        | 1            | 0            | 0            | 0            | 0            | -             | -             | -             | -             | -             | 6      | 3      | 3      | 0      | 0      |
| P. Capuano    | 25       | 166      | 135      | 20       | 11       | 2            | 17           | 17           | 0            | 0            | 2             | 14            | 9             | 5             | 0             | 29     | 197    | 161    | 25     | 11     |
| M. Ericsson   | 8        | 0        | 0        | 0        | 0        | -            | -            | -            | -            | -            | 0             | 0             | 0             | 0             | 0             | 8      | 0      | 0      | 0      | 0      |
| K. Glass      | 16       | 64       | 52       | 9        | 3        | -            | -            | -            | -            | -            | 2             | 13            | 13            | 0             | 0             | 18     | 77     | 65     | 9      | 3      |
| P. Larsen     | 24       | 171      | 146      | 18       | 7        | 2            | 14           | 12           | 2            | 0            | 2             | 11            | 9             | 2             | 0             | 28     | 196    | 167    | 22     | 7      |
| M. Marulli    | 25       | 278      | 165      | 103      | 10       | 2            | 18           | 12           | 4            | 2            | 2             | 27            | 19            | 7             | 1             | 29     | 323    | 196    | 114    | 13     |
| M. Masoni     | 7        | 3        | 3        | 0        | 0        | 2            | 2            | 2            | 0            | 0            | 0             | 0             | 0             | 0             | 0             | 9      | 5      | 5      | 0      | 0      |
| D. Nardini    | 14       | 13       | 7        | 5        | 1        | 0            | 0            | 0            | 0            | 0            | 1             | 7             | 2             | 2             | 3             | 15     | 20     | 9      | 7      | 4      |
| I. Sirressi   | 18       | -        | -        | -        | -        | 1            | -            | -            | -            | -            | 2             | -             | -             | -             | -             | 21     | -      | -      | -      | -      |
| A. Székelyová | 24       | 92       | 51       | 26       | 15       | 2            | 4            | 2            | 1            | 1            | 2             | 11            | 5             | 5             | 1             | 28     | 107    | 58     | 32     | 17     |
| M. Tripiedi   | 24       | -        | -        | -        | -        | 1            | -            | -            | -            | -            | 0             | -             | -             | -             | -             | 25     | -      | -      | -      | -      |
| C. Țurlea     | 25       | 545      | 497      | 38       | 10       | 2            | 38           | 35           | 2            | 1            | 2             | 50            | 47            | 3             | 0             | 29     | 633    | 579    | 43     | 1      |

P = presenze; PT = punti totali; AV = attacchi vincenti; MV = muri vincenti; BV = battute vincenti